# Limonium sventenii

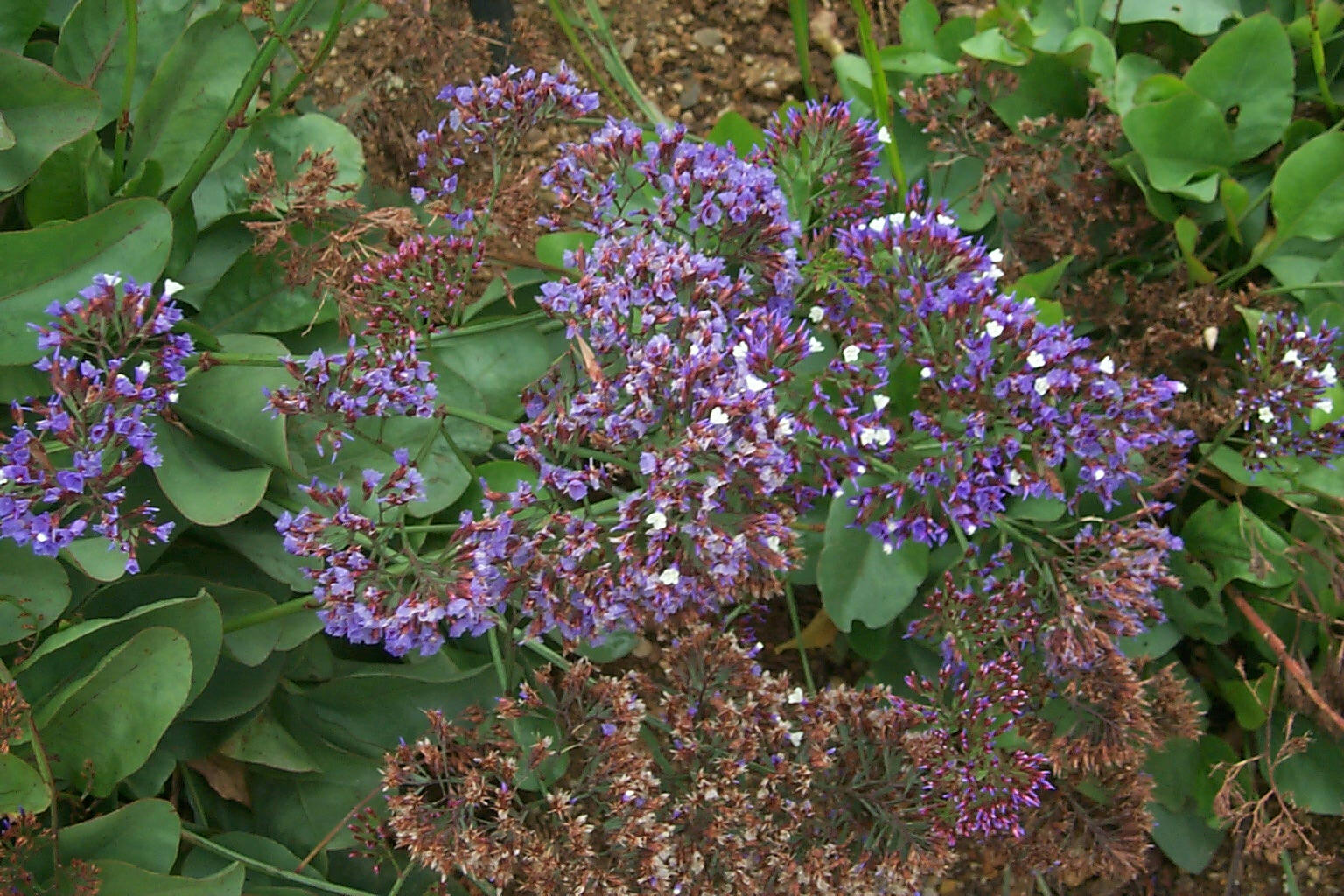
Flors de Limonium sventenii

Limonium sventenii és una espècie de planta de la família de les Plumbaginàcies, endèmica de Gran Canària i que viu al Nord-oest de Gran Canària, entre els vessants de la muntanya Amagro, a Gáldar i al barranc de Tasarte a comunitats rupícoles i al peu dels penya-segats, entre el bosc termòfil i la pineda.
És una espècie classificada com a amenaçada per la Unió Internacional per a la Conservació de la Natura (UICN). Descrita fa relativament poc, el 1983, era coneguda des de fa molt de temps però se la denominava Limonium preauxii, un nom que correspon a una altra espècie que viu al sud de Gran Canària.